# Miltochrista tibeta
Miltochrista tibeta là một loài bướm đêm thuộc phân họ Arctiinae, họ Erebidae.